# Wagneria depressa
Wagneria depressa là một loài ruồi trong họ Tachinidae.